# Debet, Lori
Debet là một đô thị thuộc tỉnh Lori, Armenia. Dân số ước tính năm 2011 là 917 người.